# 祝福 (齊豫專輯)
《祝福》是齊豫第二張國語專輯，於1982年由拍譜唱片發行，1998年由友善的狗唱片以《天使之詩》專輯名稱再版發行。
1982 祝福 (本專輯所有曲目創作于李泰祥) ，後來“友善的狗”發行時改名為“天使之詩”，其中「春天的浮雕」與「星」則是翻唱自香港歌手葉蒨文首張專輯《春天的浮雕》的作品。在初版的卡帶上還有一首歌曲，擁抱旭日（或“你我擁抱的旭日”），並未收錄于黑膠LP和CD中，後來只出現在李泰祥音樂經典-獨唱．合唱曲精選輯(1994年4月出版)中。

## 曲目
| 曲序 | 曲目         |        | 备注         |
| ---- | ------------ | ------ | ------------ |
| 1.   | 祝福         | 王小虎 |              |
| 2.   | 一條日光大道 | 三毛   |              |
| 3.   | 風           | 三毛   |              |
| 4.   | 傳說         | 余光中 |              |
| 5.   | 雁（白萩）   | 葉維廉 |              |
| 6.   | 牧羊女       | 鄭愁予 |              |
| 7.   | 春天的浮雕   | 羅門   | 原唱為葉蒨文 |
| 8.   | 海棠紋身     | 余光中 |              |
| 9.   | 都市旋律     | 羅門   |              |
| 10.  | 星           | 羅青   | 原唱為葉蒨文 |